# 卡拉伊
卡拉伊是巴西米纳斯吉拉斯州的一个市镇。总面积1240.16平方公里，总人口21530人，人口密度17.4人/平方公里。